# Hortulanus
Een hortulanus (meervoud: hortulani, vrouwelijke vorm: hortulana, vrouwelijk meervoud: hortulanae) is de titel van iemand die is belast met het technische beheer van een botanische tuin. De hortulanus staat onder toezicht van de hortusdirecteur (praefectus horti). In Nederland wordt de titel hortulanus o.a. gebruikt door de Hortus botanicus Leiden en de Botanische Tuinen Universiteit Utrecht. 
Bekende Nederlandse hortulani zijn Art Vogel, Nicolaas Meerburgh, Heinrich Witte, en Dirck Outgaertsz. Cluyt.